# Isonychus setifer
Isonychus setifer är en skalbaggsart som beskrevs av Moser 1918. Isonychus setifer ingår i släktet Isonychus och familjen Melolonthidae. Inga underarter finns listade i Catalogue of Life.